# Liga de Fútbol de Mongolia 2022-23
La temporada 2022-23 de la Liga Premier de Mongolia fue la 55.ª temporada de la máxima categoría del fútbol en Mongolia desde 1955. Comenzó el 23 de agosto de 2022 y finalizó el 2 de julio de 2023.
El Erchim fue el campeón defensor.

## Equipos

### Información
Los clubes Tuv Buganuud y Khovd fueron incorporados a la máxima categoría en 2021, de esta forma aumentaron a 10 los clubes de Primera División. Athletic 220 decidió no participar de esta edición y su cupo fue ocupado por Khoromkhon.
| Club             | Ciudad     | Estadio                    | Capacidad |
| ---------------- | ---------- | -------------------------- | --------- |
| Deren            | Deren      | Centro de Fútbol de la FFM | 5000      |
| Falcons          | Ulán Bator | Centro de Fútbol de la FFM | 5000      |
| Erchim           | Ulán Bator | Erchim                     | 2000      |
| Khangarid        | Erdenet    | Erdenet                    | 3000      |
| Khoromkhon       | Ulán Bator | Centro de Fútbol de la FFM | 5000      |
| Khovd            | Hovd       | Centro de Fútbol de la FFM | 5000      |
| BCH Lions        | Ulán Bator | Centro de Fútbol de la FFM | 5000      |
| Tuv Buganuud     | Ulán Bator | Centro de Fútbol de la FFM | 5000      |
| Ulaanbaatar      | Ulán Bator | Centro de Fútbol de la FFM | 5000      |
| Ulaanbaatar City | Ulán Bator | G-Mobile Arena             | 3000      |

## Desarrollo

### Clasificación
| Pos. | Equipo           | Pts. | PJ | G  | E | P  | GF  | GC  | Dif. | Clasificación 2023-24           |
| ---- | ---------------- | ---- | -- | -- | - | -- | --- | --- | ---- | ------------------------------- |
| 1    | Ulaanbaatar (C)  | 71   | 27 | 24 | 2 | 1  | 115 | 15  | +100 | Ronda preliminar de la Copa AFC |
| 2    | Deren            | 54   | 27 | 17 | 3 | 7  | 86  | 36  | +50  |                                 |
| 3    | Falcons          | 52   | 27 | 16 | 4 | 7  | 77  | 33  | +44  |                                 |
| 4    | Khovd            | 48   | 27 | 17 | 3 | 7  | 92  | 42  | +50  |                                 |
| 5    | Tuv Buganuud     | 36   | 27 | 14 | 0 | 13 | 84  | 72  | +12  |                                 |
| 6    | Khangarid        | 27   | 27 | 8  | 3 | 16 | 46  | 105 | −59  |                                 |
| 7    | Ulaanbaatar City | 26   | 27 | 10 | 2 | 15 | 63  | 65  | −2   |                                 |
| 8    | Erchim           | 26   | 27 | 9  | 2 | 16 | 60  | 66  | −6   |                                 |
| 9    | Khoromkhon (X)   | 23   | 27 | 7  | 2 | 18 | 42  | 89  | −47  | Play-off por la permanencia     |
| 10   | Lions (D)        | 7    | 27 | 2  | 1 | 24 | 36  | 178 | −142 | Segunda División                |

 Fuente: Soccerway
Notas:
1. ↑  Ulaanbaatar fue sancionado con la reducción de 3 puntos.
2. ↑  Khovd fue sancionado con la reducción de 6 puntos.
3. ↑  Tuv Buganuud fue sancionado con la reducción de 6 puntos.
4. ↑  Ulaanbaatar City fue sancionado con la reducción de 6 puntos.
5. ↑  Erchim fue sancionado con la reducción de 3 puntos.

### Resultados
| Local \ Visitante | DER | FAL | ERC | KHA  | KHO | KVD | LIO | TUV  | ULA  | UCY |
| ----------------- | --- | --- | --- | ---- | --- | --- | --- | ---- | ---- | --- |
| Deren             | —   | 3–2 | 5–0 | 10–0 | 0–0 | 1–2 | 7–1 | 3–1  | 1–0  | 4–3 |
| Falcons           | 3–3 | —   | 1–0 | 2–3  | 4–1 | 3–1 | 0–2 | 6–1  | 1–2  | 3–2 |
| Erchim            | 2–3 | 1–4 | —   | 7–1  | 6–1 | 0–1 | 4–0 | 3–1  | 0–4  | 4–3 |
| Khangarid         | 0–3 | 1–7 | 3–3 | —    | 3–4 | 1–3 | 1–9 | 1–5  | 0–10 | 0–0 |
| Khoromkhon        | 1–1 | 1–3 | 1–6 | 1–3  | —   | 1–2 | 4–1 | 0–4  | 1–6  | 5–0 |
| Khovd             | 0–6 | 0–0 | 2–1 | 3–1  | 7–2 | —   | 6–1 | 4–5  | 0–2  | 1–2 |
| Lions             | 0–9 | 1–1 | 1–2 | 0–5  | 1–4 | 0–8 | —   | 2–10 | 0–12 | 0–6 |
| Tuv Buganuud      | 1–2 | 0–5 | 2–1 | 2–3  | 1–2 | 2–5 | 6–1 | —    | 1–2  | 8–2 |
| Ulaanbaatar       | 2–0 | 1–0 | 4–1 | 6–0  | 4–0 | 1–1 | 9–1 | 3–1  | —    | 1–0 |
| Ulaanbaatar City  | 4–3 | 1–6 | 0–0 | 8–1  | 5–1 | 0–1 | 4–2 | 4–0  | 0–3  | —   |

| Local \ Visitante | DER | FAL | ERC  | KHA | KHO  | KVD | LIO  | TUV | ULA | UCY |
| ----------------- | --- | --- | ---- | --- | ---- | --- | ---- | --- | --- | --- |
| Deren             | —   | 0–2 | —    | 3–1 | —    | —   | 5–0  | —   | —   | 3–0 |
| Falcons           | —   | —   | 5–0  | —   | 3–1  | —   | —    | —   | 1–1 | —   |
| Erchim            | 0–5 | —   | —    | 0–2 | —    | 1–4 | —    | 2–4 | —   | 1–2 |
| Khangarid         | —   | 0–3 | —    | —   | 2–0  | —   | 5–3  | 3–5 | 2–5 | —   |
| Khoromkhon        | 1–2 | —   | 2–3  | —   | —    | 1–5 | —    | 0–4 | —   | 3–0 |
| Khovd             | 3–0 | 3–0 | —    | 2–2 | —    | —   | 22–0 | 2–4 | —   | 4–3 |
| Lions             | —   | 2–7 | 0–11 | —   | 3–4  | —   | —    | 2–8 | 0–6 | —   |
| Tuv Buganuud      | 3–2 | 1–5 | —    | —   | —    | —   | —    | —   | 1–7 | 3–0 |
| Ulaanbaatar       | 4–2 | —   | 5–1  | —   | 10–0 | 2–0 | —    | —   | —   | —   |
| Ulaanbaatar City  | —   | 1–0 | —    | 1–2 | —    | —   | 12–3 | —   | 0–3 | —   |

## Estadísticas

### Goleadores
- Fuente: Página oficial de la competición.[3]